# Tumulus de Kerlescan
Pour l’article homonyme, voir Dolmen de Kerlescan.
Le tumulus de Kerlescan, appelé aussi tertre tumulaire de Kerlescan, est un tumulus mégalithique situé à Carnac, dans le Morbihan en France. 

## Localisation
Le tumulus est situé entre l'enceinte mégalithique de Kerlescan dite « cromlech nord » et l'enceinte mégalithique occidentale de l'alignement de Kerlescan abusivement dénommée « cromlech sud ».

## Historique
Le site a été fouillé et endommagé à une période inconnue et a fait l'objet d'une restauration en 1926 dirigée par Zacharie Le Rouzic.  Le site est classé au titre des monuments historiques par arrêté du 19 juin 1931.
En 1941-1942, durant l'Occupation allemande, le Reichsbund charge le professeur Friedrich Walbrug d'effectuer des fouilles à Carnac. Avec l'appui de Maurice Jacq, Walbrug effectue des fouilles à Kerlescan sur la partie du tumulus qui n'avait pas été restaurée par Le Rouzic, une partie du « cromlech » sud et quelques menhirs des lignes septentrionales de l'alignement.

## Description
Le tumulus mesure 98 m de long sur 15 m de large. Il est entouré d'une enceinte rectangulaire constituée de petits blocs. En restaurant le tumulus en 1926, Le Rouzic découvrit les vestiges de cinq coffres mais n'en fouilla que quatre. Le cinquième coffre, au centre du tumulus, ne fut fouillé qu'en juillet 1942. Il mesure 1,70 m de long sur 0,60 m de large et 0,80 m de haut. Le coffre a été construit en petit appareil. Il est entouré d'un premier cercle en pierres posées à plat de 2 m de diamètre qui surmontait un second cercle de pierres, construit de la même manière, mais légèrement décalé vers l'ouest, interprété comme étant un foyer. Un second foyer fut découvert à 2,50 m au sud-est du premier foyer. Plus petit (1,50 m de diamètre), il était délimité par quatre pierres. La fouille de la partie sud-est du tumulus a révélé l'existence d'une plateforme de 40 m de longueur composée de terre jaune sur laquelle une quinzaine de foyers ont été découverts. Sous le tumulus, le sol naturel avait été préalablement égalisé et recouvert d'une couche de terre de 8 à 10 cm d'épaisseur. L'extrémité ouest du tumulus conserve quatre couches de pierres superposées qui devaient à l'origine recouvrir l'intégralité du tumulus y compris les coffres centraux et les foyers de la partie orientale.

## Mobilier archéologique
Dans les quatre premiers coffres, Le Rouzic découvrit une petite hache polie en fibrolithe, des fragments de poterie et des éclats de silex. Le foyer central livra un fragment de meule et un polissoir en granite. Tous les autres foyers ont livré des charbons de bois, des fragments de poterie assez grossière et divers éclats de silex. Un très gros percuteur en quartzite (pesant 5 Kg), recueilli dans la couche de terre au contact du sol naturel, a peut-être servi à niveler le sol naturel. Divers outils lithiques et fragments de poterie ont été découverts entre les pierres du cairn.